# Odéonteatern
L'Odéonteatern va ser un teatre d'Estocolm que va estar en funcionament entre 1926 i 1969 a l'edifici Hantverksföreningens a Brunkebergstorg 15.
Va ser inaugurat com a cinema l'any 1914 però es va convertir en teatre l'any 1926 sota la direcció d'Ernst Rolf. Durant un temps es va dir Idéonteatern. De 1938 a 1953, el negoci va ser dirigit per Thyra i Ludde Juberg . Durant el seu temps, el teatre era conegut per les seves revistes i jocs de plaer amb actors com Bellan Roos i Julia Cæsar. El 1953, l'Odéonteatern es va convertir en l'escenari local de Knappupp, que el va rebatejar com a Idéonteatern. L'activitat del teatre es va acabar quan l'edifici va ser enderrocat l'any 1969.